# ATP Challenger Tour
Die ATP Challenger Tour (bis einschließlich 2008 ATP Challenger Series) umfasst eine Reihe von Turnieren im Herrentennis. Die Turniere werden von der ATP ausgerichtet und bilden den Unterbau der ATP Tour, während sie höher als die Turniere der ITF Future Tour dotiert sind, wo Tennisspieler in der Regel ihre Karriere beginnen. Challenger-Turniere werden aktuell mit Preisgeldern in Höhe von 60.000 bis rund 230.000 US-Dollar dotiert und werden über eine Woche ausgetragen. Seit 2019 müssen alle Turniere den Spielern Unterkunft und Verpflegung  (englisch hospitality oder kurz +H) anbieten. Zuvor taten dies nicht alle Turniere. Diese mit Verpflegung wurden jeweils eine Turnierkategorie höher gewertet. Die Challenger Tour dient vornehmlich Spielern außerhalb der Top 100 der Weltrangliste genügend Ranglistenpunkte für die Teilnahme an höherwertigen Turnieren der ATP Tour zu sammeln. Es ist damit das Bindeglied zwischen Future Tour und ATP Tour.

## Geschichte
Erstmals ausgetragen wurde die ATP Challenger Tour 1978 mit 18 Turnieren. Zwei davon wurden im Januar gespielt, 15 verteilten sich von Juni bis Oktober und im November fand noch ein Turnier in Kyōto statt. Das Preisgeld belief sich jeweils auf 25.000 US-Dollar. Im Vergleich 1990 waren 70 Turniere, 2000 bereits 121 Turniere Bestandteil der Tour. Im Jahr 2008 umfasste das Preisgeld aller 178 Challenger-Turniere in 40 Ländern zusammen 10,7 Millionen US-Dollar. Seit Februar 2007 war der Ballhersteller Tretorn Sponsor der Tretorn Serie+, einer Turnierserie innerhalb der ATP Challenger Tour, bei der die wichtigsten Turniere berücksichtigt wurden, vergleichbar mit den ATP Tour Masters 1000. 2009 waren dies 21 Turniere. Die Serie wurde 2012 eingestellt.

## Rekordsieger
Nachfolgend sind die Spieler mit den meisten Turniersiegen bei Challenger-Turnieren im Einzel, Doppel sowie insgesamt aufgeführt. Fett gedruckte Spieler sind noch aktiv.
| Einzel | Einzel         | Einzel       |
| Platz  | Spieler        | Anzahl Titel |
| ------ | -------------- | ------------ |
| 1.     | Lu Yen-hsun    | 29           |
| 2.     | Dudi Sela      | 23           |
| 3.     | Paolo Lorenzi  | 21           |
| 4.     | Carlos Berlocq | 19           |
| 5.     | Gō Soeda       | 18           |

| Doppel | Doppel             | Doppel       |
| Platz  | Spieler            | Anzahl Titel |
| ------ | ------------------ | ------------ |
| 1.     | Sanchai Ratiwatana | 48           |
| 2.     | Sonchat Ratiwatana | 46           |
| 2.     | Igor Zelenay       | 46           |
| 4.     | Guillermo Durán    | 41           |
| 5.     | Guido Andreozzi    | 39           |
| 5.     | Denys Moltschanow  | 39           |

| Gesamt | Gesamt             | Gesamt       |
| Platz  | Spieler            | Anzahl Titel |
| ------ | ------------------ | ------------ |
| 1.     | Horacio Zeballos   | 50           |
| 2.     | Guido Andreozzi    | 48           |
| 2.     | Sanchai Ratiwatana | 48           |
| 4.     | Máximo González    | 46           |
| 4.     | Sonchat Ratiwatana | 46           |
| 4.     | Igor Zelenay       | 46           |

Stand: 12. Mai 2025

## Preisgeld und Weltranglistenpunkte
Ein Überblick über die Punktverteilung der jeweiligen Challenger-Kategorien seit der Saison 2025. Seit 2019 erhalten alle Spieler der Turniere Hospitality, das heißt kostenlose Unterbringung und Verpflegung. Um das Einkommen der Spieler auf der Challenger Tour aufzubessern schüttet die ATP ein Rekordpreisgeld von 28,5 Millionen US-Dollar in der Saison 2025 aus, 6,2 Millionen US-Dollar mehr als 2024, was eine Steigerung von 135 % gegenüber dem Jahr 2022 bedeutet. Das Preisgeld verteilt sich auf über 200 Turniere. Die Regelung, dass Top-50-Spieler keine Challenger spielen dürfen, wurde zudem aufgehoben.
| Turnierkategorie | Summe Preisgeld     | S   | F  | HF | VF | AF | 1R | erfolgr. Q | Finale Q |
| ---------------- | ------------------- | --- | -- | -- | -- | -- | -- | ---------- | -------- |
| Challenger 175   | $0231.150 €0210.150 | 175 | 90 | 50 | 25 | 13 | 0  | 6          | 3        |
| Challenger 125   | $0200.000 €0181.250 | 125 | 64 | 35 | 16 | 08 | 0  | 5          | 3        |
| Challenger 100   | $0160.000 €0145.250 | 100 | 50 | 25 | 14 | 07 | 0  | 4          | 2        |
| Challenger 75    | $0100.000 €0091.250 | 075 | 44 | 22 | 12 | 06 | 0  | 4          | 2        |
| Challenger 50    | $0060.000 €0054.000 | 050 | 25 | 14 | 08 | 04 | 0  | 3          | 1        |

- Erklärung Kopfzeile: S = Sieger; F = (unterlegener) Finalist; HF = Halbfinale erreicht (und dann ausgeschieden); VF = Viertelfinale; AF = Achtelfinale; 1R = Erste Runde; Q = Qualifikation.
- Paare im Doppel erhalten erst ab dem Viertelfinale Punkte.
- Punkte für die erfolgreiche Qualifikation erhält man zusätzlich zu den Punkten für die erreichte Runde.